# Idiazábal (Córdova)

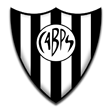
bandeira de Idiazabal

Idiazábal é um município da província de Córdova, na Argentina.